# TrES-2b
A TrES-2b (TrES-2 vagy Kepler-1b) extraszoláris bolygó, amely a GSC 03549-02811 csillag körül kering, 750 fényévre a Naprendszertől. A bolygót 2011-ben a legsötétebb exobolygóként azonosították, a felszínét érintő fény kevesebb, mint 1%-át veri vissza. A súlya és átmérője alapján gázóriás, a Jupiterhez hasonló összetétellel. A TrES-2b nagyon közel van csillagjához, és a meleg Jupiter bolygócsoportba tartozik.
A bolygót azóta is tanulmányozzák. Egy 2008-as tanulmány megállapította, hogy a TrES-2-rendszer kettőscsillagú csillagrendszer.

## Felfedezés
A TrES-2b-t 2006. augusztus 21-én fedezte fel a Trans-Atlantic Exoplanet Survey, miközben a bolygó elhaladt csillaga előtt, a Sleuth (Palomar Csillagvizsgáló, Kalifornia) és PSST (Lowell Csillagvizsgáló, Arizona) használatával. A felfedezést 2006. szeptember 8-án erősítette meg a W. M. Keck Csillagvizsgáló.

## AKeplerküldetés

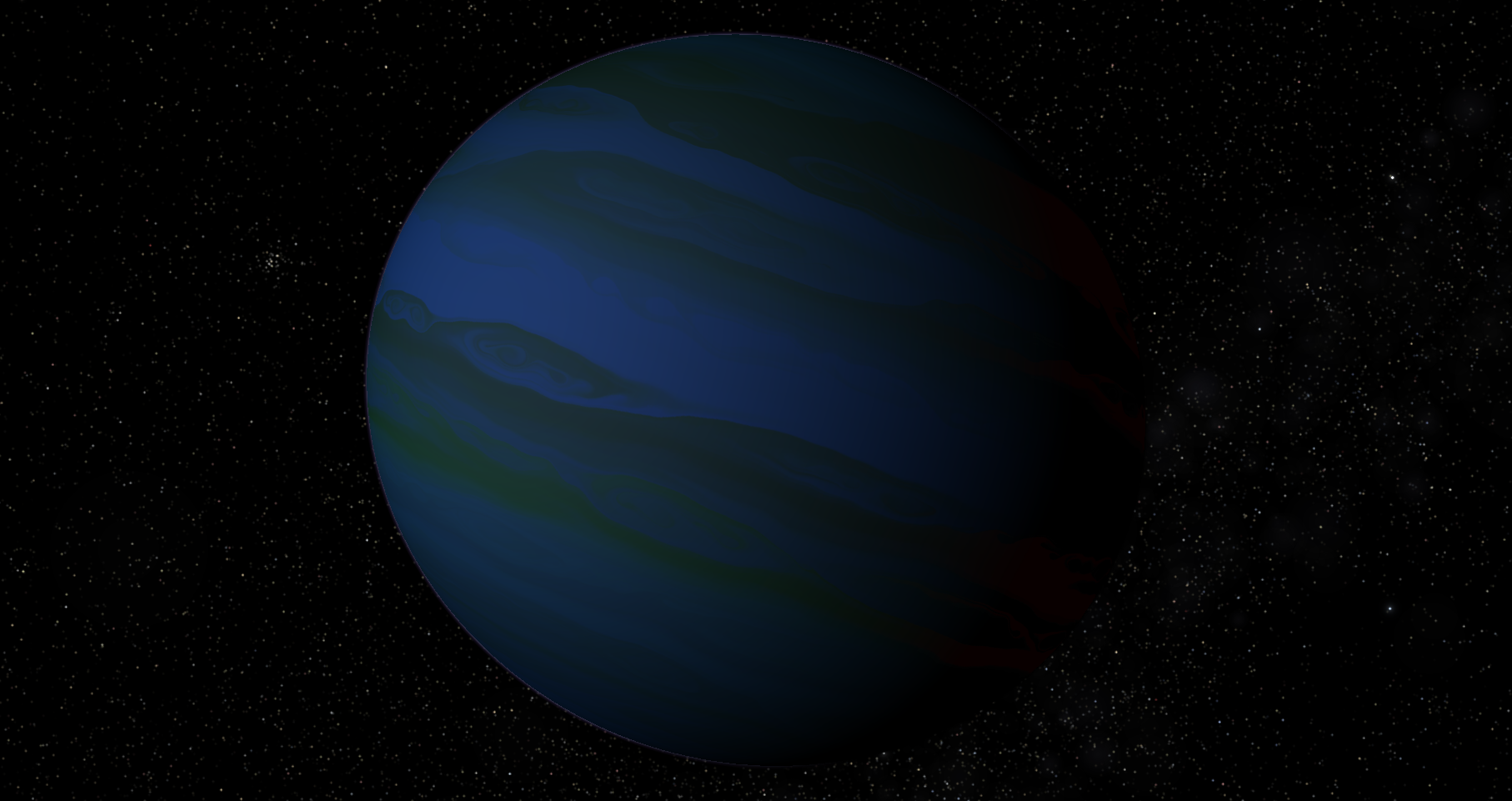
A TrES-2b egy illusztrációja.

A NASA 2009 márciusában indította el a Kepler küldetést. Az űrtávcsövet exobolygók felfedezésének céljával indították el. 2009 áprilisában adták ki az első képeket, amelyeken a TrES-2b volt az egyik kiemelt objektum. Ugyan a TrES-2b nem az egyetlen ismert exobolygó az űrtávcső látóterében, ám ez az egyetlen, amelyet meg is neveztek az első képeken.

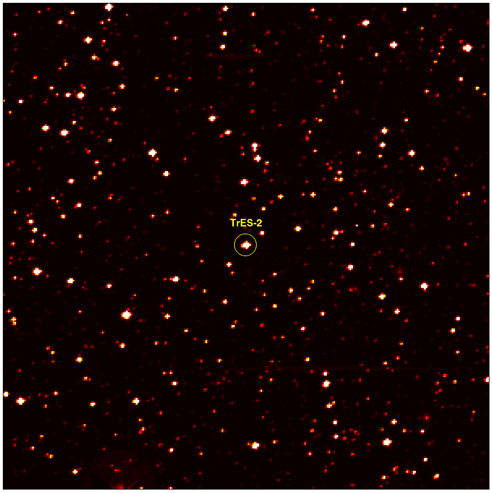
A GSC 03549-02811 rendszer a Kepler űrtávcsőről.

A Kepler küldetés ezek mellett képes volt megállapítani a bolygó tömegét is.

### Albedó
A küldetés első fontos eredménye az volt, hogy a TrES-2b nagyon alacsony albedóval rendelkezik, amellyel a legsötétebb ismert exobolygó, kevesebb fényt ver vissza, mint a kőszén vagy mint a fekete akrilfesték. Jelenleg nem ismert, miért ennyire sötét.

### Hőmérséklet
2015-ben a bolygó megállapított hőmérséklete 1885+51 K volt.